# مجموعة الإمارات
مجموعة الإمارات هي شركة طيران دولية تأسست عام 1959، يقع مقرها في حي القرهود بمدينة دبي في الإمارات العربية المتحدة، بالقرب من مطار دبي الدولي. وهي تابعة لمؤسسة دبي للاستثمارات الحكومية،. وهي المجموعة متخصصة في مجال إدارة الشركات في مجال النقل الجوي. وتقدر مبيعات الشركة التي يرأسها أحمد بن سعيد آل مكتوم، حوالي 18.4 مليار دولار أمريكي، وتوظف أكثر من 84,000.
وتضم مجموعة الإمارات عدة شركات:
- دناتا: وهي شركة خدمات الطيران التي تقدم خدمات المناولة الأرضية في 17 مطاراً.[1]
- طيران الإمارات: أكبر شركة طيران في الشرق الأوسط. حيث ُتسَيّر رحلات إلى أكثر من 130 وجهة في 6 قارات.[12]
- الإمارات للشحن الجوي
- MMI شركة التجارة والملاحة الدولية / الشركة الوحيدة المرخص لها بتوزيع وبيع المشروبات الروحية والكحولية و البيرة في الإمارات العربية المتحدة. ومقرها في مول الإمارات.[13]
- سكاي واردز
- المتجر الرسمي لطيران الإمارات
- إمكويست
- كلية الإمارات للطيران
- قسم الإمارات للهندسة

## وصلات خارجية
- الموقع الرسمي